# Quando si ama (film 1917)
Quando si ama è un film muto italiano del 1917 diretto da Giuseppe De Liguoro.